# Cities: Skylines II
Cities: Skylines II – gra komputerowa polegająca na budowaniu miast, stworzona przez Colossal Order i wydana przez Paradox Interactive. Jest to sequel gry Cities: Skylines. Gra została wydana 24 października 2023 roku na platformie Microsoft Windows.

## Rozgrywka
Podobnie jak w Cities: Skylines, sequel daje graczowi wirtualną przestrzeń do budowy miasta. Gracz może budować drogi, wyznaczać strefy zagospodarowania terenu i zarządzać służbami w mieście, aby przyciągnąć do niego mieszkańców i firmy. Może także wprowadzać przepisy i podatki, które wpływają na fundusze potrzebne do rozwoju miasta. Początkowo gracz jest ograniczony do jednego kafelka przestrzeni, jednak może on dokupywać kolejne w zamian za wirtualną walutę. W grze występuje cykl dobowy i pory roku, a każdy rok składa się z 12 dni. Podczas zimy pojawia się śnieg, a warunki drogowe pogarszają się, powodując większą liczbę wypadków. Latem natomiast okazjonalnie będą miały miejsce tornada i powodzie.

## Produkcja i marketing
W przeciwieństwie do pierwszej części, gra była tworzona zarówno na platformę Windows, jak i konsole, co w założeniu twórców miało poprawić wydajność na tych ostatnich. Gra oparta jest na silniku Unity.
Cities: Skylines II zostało zaprezentowane 6 marca 2023 roku podczas Paradox Announcement Show 2023. Tego samego dnia na platformie YouTube został udostępniony pierwszy zwiastun. Drugi zwiastun został opublikowany 11 czerwca 2023 roku. Zawierał on pierwsze nagrania z rozgrywki.
„Feature Highlights” to seria 13 filmów publikowanych każdego tygodnia począwszy od 19 czerwca 2023 na oficjalnym kanale YouTube serii gier Cities: Skylines. Prezentują one najważniejsze funkcje, jakie będą dostępne w grze.
W lipcu 2024 producent poinformował o przesunięciu premiery na konsole PlayStation 5 i Xbox Series X/S.

## Edycje specjalne

### Cities: Skylines II – Ultimate Edition
Wersja Ultimate Edition, oprócz podstawowej wersji gry zawiera pakiet rozszerzeń – Expansion Pass.

### Cities: Skylines II – Premium Edition
Premium Edition to limitowana fizyczna wersja gry. Zawiera metalowe pudełko, płytę z grą, cyfrowy Expansion Pass, dwustronną mapę, po której można pisać i specjalne długopisy do niej.

## Odbiór
Cities: Skylines II została nominowana w 2023 roku do nagrody The Game Awards w kategorii „najlepsza gra symulator / strategia”.